# Galasso Alghisi
Galasso Alghisi, noto anche come Galeazzo da Carpi (Carpi, 1523 – Ferrara, 1573), è stato un architetto e ingegnere militare italiano.

## Biografia
Trascorse un lungo periodo (1549-1558) a Roma, dove prese parte alla progettazione di Palazzo Farnese.
Passato a Loreto, fu impegnato nella costruzione della Basilica della Santa Casa e a Macerata iniziò il tempio di Santa Maria delle Vergini.
Si trasferì a Ferrara tra il 1558 e il 1573 dove lavorò per Ercole II d'Este e per il suo successore Alfonso II d'Este. Nella città estense gli sono stati attribuiti la costruzione del campanile della Chiesa di San Cristoforo alla Certosa, alcuni interventi nel Castello Estense e in altri cantieri cittadini, tra i quali anche quelli nel palazzo ducale e legati alla parte che ospitava il Camerino delle Duchesse. In particolare tra il 1567 e il 1570 è probabile che operò al rifacimento tardo-cinquecentesco del palazzo dei Diamanti dove in un documento del 1558 risultava alloggiato in qualità di architetto.

## Opere
- Delle fortificationi, Venezia, 1570.